# Hrabstwo St. Johns
St. Johns – hrabstwo w stanie Floryda w USA. Populacja liczy 19 0039 mieszkańców (stan według spisu z 2010 roku).
Powierzchnia hrabstwa to 2127 km² (w tym 550 km² stanowią wody). Gęstość zaludnienia wynosi 120,50 osoby/km².

## Miejscowości
- Hastings
- Marineland
- St. Augustine
- St. Augustine Beach

## CDP
- Butler Beach
- Crescent Beach
- Flagler Estates
- Fruit Cove
- Nocatee
- Palm Valley
- Sawgrass
- St. Augustine Shores
- St. Augustine South
- Vilano Beach